# マスイチ浜

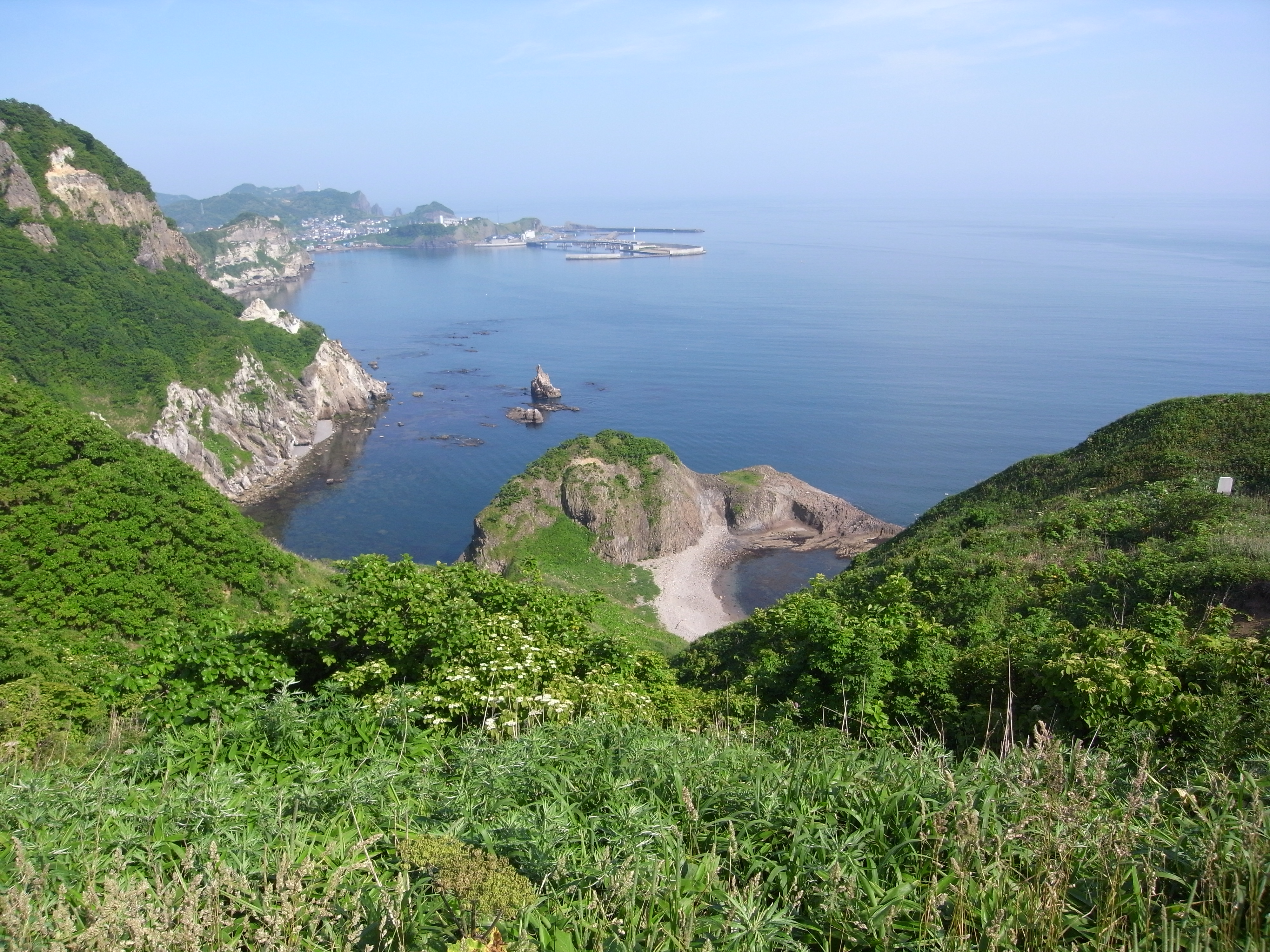
マスイチ浜

マスイチ浜（ますいちはま）は、北海道室蘭市にある浜。絵鞆半島の太平洋側に位置する。

## 概要
アイヌ語で「ウミネコの家」を意味する「マスイ・チセ」を語源としており、現在でも多くのウミネコが営巣している。浜の先端にあるカモメ岩は岩場全体が糞で白くなっているほどである。
地球岬やトッカリショ、マスイチ周辺の断崖では、全国でも数百つがい程度しか確認されていないハヤブサが営巣しており、室蘭では8つがいが確認されている。
浜周辺にはカモメ岩やローソク岩、サザエ岩などの奇岩があり、内浦湾をへだてて駒ケ岳などを望むことが出来る景勝地である。室蘭八景の一つに選ばれており、また「ピリカノカ」の一部として国の名勝に指定されている。
昭和初期までは崖伝いの小道を下りた砂浜に漁業者が居住していた。現在では荷物の運搬に使用した馬を祀った馬頭観音を崖の途中に見ることができる。